# Halowe Mistrzostwa Polski Seniorów w Lekkoatletyce 2015
59. Halowe Mistrzostwa Polski Seniorów w Lekkoatletyce – zawody lekkoatletyczne, które odbyły się 21 i 22 lutego 2015 w hali sportowo-widowiskowej w Toruniu.
Zawody odbywały się 2 tygodnie przed halowymi mistrzostwami Europy, których organizatorem była Praga.
W programie mistrzostw nie znalazły się rozgrywane w 2014 biegi sztafetowe 4 × 400 metrów, natomiast odbyły się sztafety 4 × 200 metrów kobiet i mężczyzn.
Mistrzostwa w wielobojach zostały rozegrane 31 stycznia i 1 lutego w Hali Ośrodka Przygotowań Olimpijskich w Spale.

## Rezultaty

### Mężczyźni
| Konkurencja:              | 1. miejsce                                                                    | Rezultat     | 2. miejsce                                                                               | Rezultat     | 3. miejsce                                                                   | Rezultat     |
| Bieg na 60 m              | Remigiusz Olszewski OŚ AZS Poznań                                             | 6,63 =PB     | Kamil Kryński KS Podlasie Białystok                                                      | 6,69 =PB     | Kamil Masztak WKS Grunwald Poznań                                            | 6,70         |
| Bieg na 200 m             | Karol Zalewski AZS UWM Olsztyn                                                | 20,66 PB     | Kamil Kryński KS Podlasie Białystok                                                      | 21,05 PB     | Kamil Masztak WKS Grunwald Poznań                                            | 21,40 SB     |
| Bieg na 400 m             | Karol Zalewski AZS UWM Olsztyn                                                | 46,25 PB     | Rafał Omelko AZS-AWF Wrocław                                                             | 46,28 PB     | Łukasz Krawczuk WKS Śląsk Wrocław                                            | 46,54        |
| Bieg na 800 m             | Marcin Lewandowski CWZS Zawisza Bydgoszcz                                     | 1:49,73      | Kamil Gurdak MKS Stal Nowa Dęba                                                          | 1:50,14      | Karol Konieczny CWZS Zawisza Bydgoszcz                                       | 1:50,16      |
| Bieg na 1500 m            | Dawid Waloski WKS Wawel Kraków                                                | 3:48,66      | Damian Rudnik MKS Chojniczanka Chojnice                                                  | 3:49,79      | Sebastian Smoliński AZS UMCS Lublin                                          | 3:51,31      |
| Bieg na 3000 m            | Mateusz Demczyszak WKS Śląsk Wrocław                                          | 7:57,09 PB   | Krzysztof Żebrowski AZS-AWF Biała Podlaska                                               | 7:57,32      | Łukasz Parszczyński KS Podlasie Białystok                                    | 7:58,93      |
| Bieg na 60 m przez płotki | Dominik Bochenek CWZS Zawisza Bydgoszcz                                       | 7,63 =PB     | Damian Czykier KS Podlasie Białystok                                                     | 7,67 PB      | Artur Noga SKLA Sopot                                                        | 7,78 SB      |
| Sztafeta 4 × 200 metrów   | OŚ AZS Poznań Jakub Adamski Adam Pawłowski Krzysztof Grześkowiak Artur Zaczek | 1:26,91      | WKS Śląsk Wrocław Łukasz Krawczuk Marcin Marciniszyn Bartłomiej Chojnowski Patryk Bachar | 1:27,26      | KS Agros Zamość Dominik Kopeć Andrzej Jaros Michał Jakóbczyk Cezary Mirosław | 1:29,16      |
| Chód na 5000 m            | Dawid Tomala AZS-AWF Katowice                                                 | 19:25,35     | Rafał Augustyn OTG Sokół Mielec                                                          | 19:26,92     | Łukasz Nowak OŚ AZS Poznań                                                   | 19:34,94     |
| Skok wzwyż                | Sylwester Bednarek RKS Łódź                                                   | 2,28 SB      | Piotr Śleboda GKS Olimpia Grudziądz                                                      | 2,19 SB      | Konrad Owczarek AZS KU Politechniki Opolskiej                                | 2,16 SB      |
| Skok o tyczce             | Piotr Lisek OSOT Szczecin                                                     | 5,80         | Robert Sobera AZS-AWF Wrocław                                                            | 5,65         | Przemysław Czerwiński OSOT Szczecin                                          | 5,40         |
| Skok w dal                | Adrian Strzałkowski MKS Aleksandrów Łódzki                                    | 7,88         | Michał Łukasiak AZS-AWF Warszawa                                                         | 7,53         | Wojciech Prokop AZS-AWFiS Gdańsk                                             | 7,44         |
| Trójskok                  | Adrian Świderski WKS Śląsk Wrocław                                            | 16,75 PB     | Michał Lewandowski SKLA Sopot                                                            | 15,79        | Tomasz Bodzek WKS Wawel Kraków                                               | 15,65        |
| Pchnięcie kulą            | Jakub Szyszkowski WKS Śląsk Wrocław                                           | 20,55 PB     | Rafał Kownatke LKS Ziemi Puckiej                                                         | 20,07 PB     | Konrad Bukowiecki PKS Gwardia Szczytno                                       | 20,02 PB     |
| Siedmiobój                | Paweł Wiesiołek KS Warszawianka                                               | 5986 pkt. PB | Michał Krawczyk AZS-AWF Warszawa                                                         | 5287 pkt. PB | Krzysztof Miara AZS-AWF Warszawa                                             | 5048 pkt. PB |

### Kobiety
| Konkurencja:              | 1. miejsce                                                                       | Rezultat     | 2. miejsce                                                                                  | Rezultat     | 3. miejsce                                                                          | Rezultat         |
| Bieg na 60 m              | Ewa Swoboda UKS Czwórka Żory                                                     | 7,22         | Marika Popowicz CWZS Zawisza Bydgoszcz                                                      | 7,31 =PB     | Anna Kiełbasińska AZS-AWF Warszawa                                                  | 7,42             |
| Bieg na 200 m             | Anna Kiełbasińska AZS-AWF Warszawa                                               | 23,27 SB     | Martyna Dąbrowska UKS 19 Bojary Białystok                                                   | 23,64        | Ewelina Popowska KS Podlasie Białystok                                              | 24,11            |
| Bieg na 400 m             | Justyna Święty AZS-AWF Katowice                                                  | 52,51 SB     | Małgorzata Hołub KL Bałtyk Koszalin                                                         | 52,92 PB     | Ewelina Ptak WKS Śląsk Wrocław                                                      | 54,13            |
| Bieg na 800 m             | Angelika Cichocka ULKS Talex Borzytuchom                                         | 2:02,15 SB   | Joanna Jóźwik AZS-AWF Warszawa                                                              | 2:02,47      | Syntia Ellward WKS Flota Gdynia                                                     | 2:02,94 PB       |
| Bieg na 1500 m            | Sofia Ennaoui LKS Lubusz Słubice                                                 | 4:12,44      | Katarzyna Broniatowska AZS-AWF Kraków                                                       | 4:12,64      | Renata Pliś MKL Maraton Świnoujście                                                 | 4:13,54          |
| Bieg na 3000 m            | Karolina Półrola TS Wieliczanka Wieliczka                                        | 9:21,37 PB   | Paulina Kaczyńska WMLKS Pomorze Stargard                                                    | 9:24,22 PB   | Urszula Nęcka MKS-MOS Płomień Sosnowiec                                             | 9:24,28          |
| Bieg na 60 m przez płotki | Karolina Kołeczek MUKS Wisła Junior Sandomierz                                   | 8,07 PB      | Urszula Bhebhe AZS-AWF Warszawa                                                             | 8,32         | Anna Kiełbasińska AZS-AWF Warszawa                                                  | 8,37             |
| Sztafeta 4 × 200 metrów   | AZS-AWF Katowice Monika Szczęsna Justyna Święty Tina Matusińska Katarzyna Kopyto | 1:38,01      | AZS-AWFiS Gdańsk Klaudia Gołąbek Agnieszka Karczmarczyk Aleksandra Maliszewska Martyna Basa | 1:39,69      | SKLA Sopot Katarzyna Płonka Katarzyna Wesołowska Paulina Klawiter Karolina Tymińska | 1:39,97          |
| Chód na 3000 m            | Agnieszka Szwarnóg AZS-AWF Kraków                                                | 12:34,57 PB  | Justyna Świerczyńska PLKS Gwardia Piła                                                      | 12:44,08 PB  | Katarzyna Zdziebło LKS Stal Mielec                                                  | 12:55,68 NJR, PB |
| Skok wzwyż                | Kamila Lićwinko KS Podlasie Białystok                                            | 2,02 NR      | Justyna Kasprzycka AZS-AWF Wrocław                                                          | 1,92 =SB     | Urszula Domel AZS-AWF Wrocław                                                       | 1,92 =PB         |
| Skok o tyczce             | Justyna Śmietanka AZS-AWF Warszawa                                               | 4,10 =PB     | Natalia Krupińska AZS-AWF Kraków                                                            | 4,00 PB      | Agnieszka Kaszuba KL Gdynia                                                         | 3,90 =PB         |
| Skok w dal                | Karolina Zawiła AZS-AWF Kraków                                                   | 6,40         | Anna Jagaciak OŚ AZS Poznań                                                                 | 6,40         | Agnieszka Borowska LKS Zantyr Sztum                                                 | 6,36 PB          |
| Trójskok                  | Anna Jagaciak OŚ AZS Poznań                                                      | 13,50        | Justyna Kowalska AZS-AWF Kraków                                                             | 13,18 PB     | Anna Zych AZS-AWF Biała Podlaska                                                    | 13,17 SB         |
| Pchnięcie kulą            | Paulina Guba OKS Start Otwock                                                    | 17,22        | Agnieszka Maluśkiewicz OŚ AZS Poznań                                                        | 16,75        | Klaudia Kardasz KS Podlasie Białystok                                               | 16,51 NJR, PB    |
| Pięciobój                 | Magdalena Sochoń KS Warszawianka                                                 | 4366 pkt. PB | Agnieszka Borowska LKS Zantyr Sztum                                                         | 4267 pkt. PB | Klaudia Muchlada AZS-AWFiS Gdańsk                                                   | 3801 pkt. PB     |